# سونات ویولن شماره ۱۰ (بتهوون)
سونات ویولن شماره ۱۰ در سُل ماژور، اثر لودویگ فان بتهوون، یک سونات دونوازی برای ویولن و پیانو اُپوس ۹۶ و جزو آثار دورهٔ میانیِ آهنگسازیِ اوست و آن را در سال ۱۸۱۲ تصنیف کرده و در ۱۸۱۶ انتشار یافت.
بتهوون این سونات را به آرشیدوک رودولف اتریش (۱۷۸۸–۱۸۳۱) تقدیم کرد. آرشیدوک رودولف، به‌عنوان نوازندهٔ پیانو، همراه با ژاک پی‌یر ژوزف رود‏‏ (۱۷۷۴–۱۸۳۰)، نوازندهٔ ویولن اهل فرانسه، نخستین اجرای این سونات را بر عهده گرفت.

## ساختار
این سونات چهار موومان دارد:
1. آلگرو مودِراتو (در سُل ماژور
2. آداژیو اِسپرِسیوو (در می بِمُل ماژور
3. اِسکِرتسو: آلگرو - تریو (در سُل مینور، تریو در می بِمُل ماژور، با سُل ماژور پایان می‌یابد)
4. پوکو آلگرِتو (در سُل ماژور)

موومان پایانیِ سونات، بر مبنای سبکی که پی‌یر رود در ذهن داشته، نوشته شده‌است. توجه به سبکِ پیر رود نوشته شده‌است. بتهوون، اندکی پیش از به پایان بردنِ تصنیفِ این اثر، در نامه‌ای به آرشیدوک رودولف نوشت: «من، چون در نظر داشتم کاری دقیق از آب درآورم، در [نوشتنِ] موومان چهارم آن‌چنان شتاب نکردم؛ اما، هنگام تصنیف آن، ناچار بودم ملاحظهٔ [پی‌یر] رود را بکنم. ما، در موومان‌های پایانی‌مان، خواهانِ شتاب‌کاری‌های عجیب‌وغریب هستیم، اما این [قطعه]، "ر"‏ را خشنود نمی‌سازد ــ و این به‌نوعی برای من مایهٔ دست‌وپاگیر بودن می‌شود».
در نتیجه، موومان پایانی، مجموعه‌ای از هفت واریاسیون و یک کودای کوتاه بر روی زمینه‌ای بشّاش است.
سونات پیانو شماره ۱۰ را دوست‌داشتنی‌ترین سونات او، همراه با «آرامش، زیباییِ اثیری» و «تلاشی در جستجوی نوازندگان» توصیف کرده‌اند. همه چیز باید درست از نخستین لرزش اتفاق بیفتد. لرزشِ گشایشِ سونات، پاره‌ای جدایی‌ناپذیر از کلیتِ اثر است.
اجرای کاملِ سونات ویولن شماره ۱۰ بتهوون به‌طور معمول ۲۷ دقیقه به‌طول می‌انجامد.